# Mitologia eslava

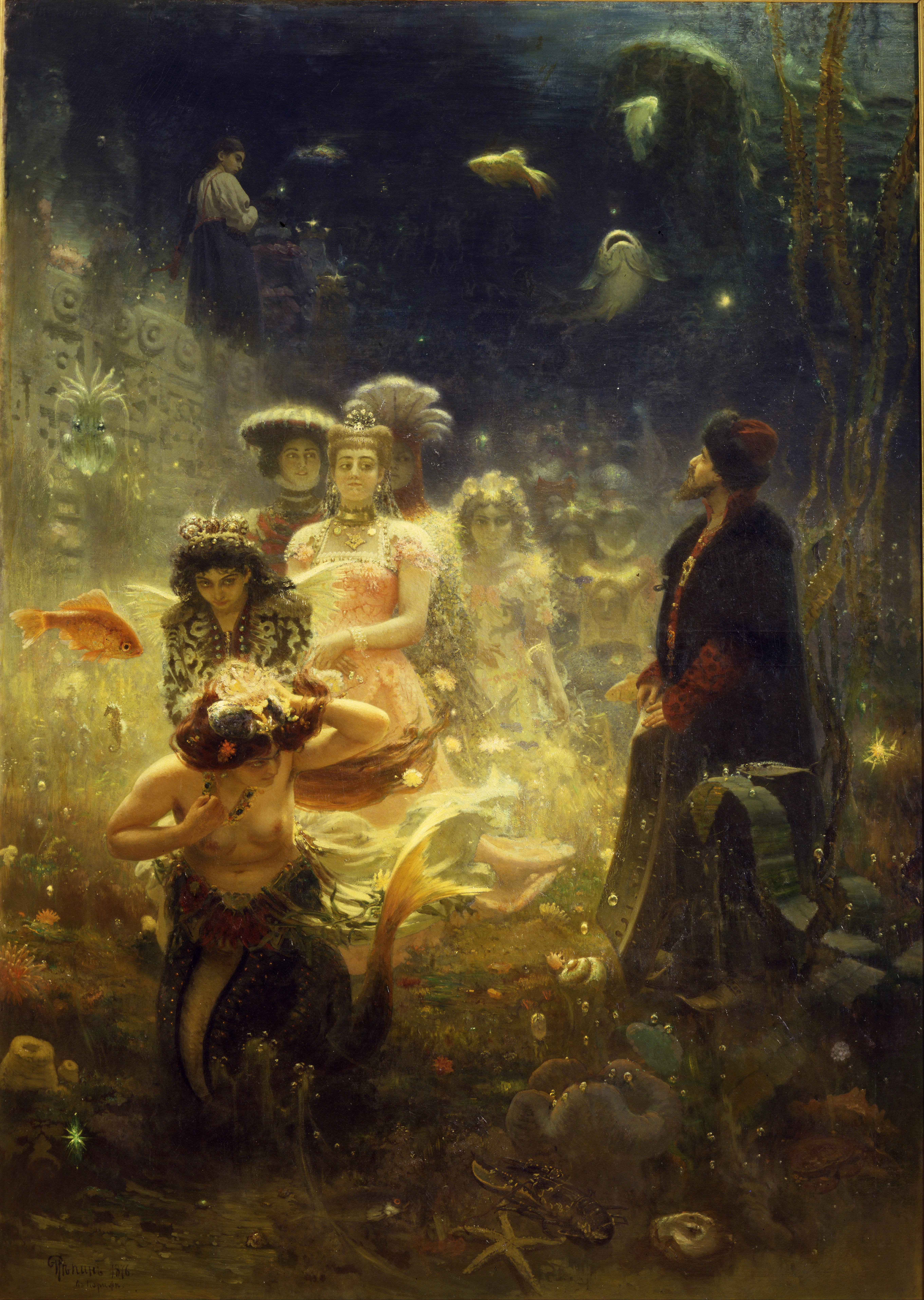
Moltes generacions d'artistes eslaus s'han inspirat en els seus folklores nacionals. Aquí es veu Sadko en el regne subaquàtic d'Ilià Repin (1876)

La mitologia eslava és l'expressió del sistema de creences cosmològiques i religioses que els antics pobles eslaus tenien abans que adoptessin la religió cristiana. Es pensa que va poder desenvolupar-se al llarg de 3.000 anys i que algunes creences provenen del Neolític o fins i tot del Mesolític. Aquesta religió té nombrosos trets en comú amb altres descendents de la religió protoindoeuropea.

### Documents escrits
No es tenen fonts escrites sobre la mitologia eslava abans que el poble protoeslàvic es fragmentés en eslaus occidentals, orientals i meridionals. Potser l'única excepció sigui les Històries d'Heròdot, en què es mencionava la tribu dels neuri al nord llunyà, els individus de la qual, segons l'escriptor grec, es podien transformar en licantrops; d'altres estudiosos sostenen que Heròdot realment es referia a les antigues festivitats eslaves del carnaval, en què grups de joves pul·lulaven pels pobles portant màscares i als quals se'ls deia de vegades vucari ('homes llop'). Tot plegat, el fet que els neuri siguin identificats amb els protoeslaus està encara per demostrar.
La primera referència als eslaus en la història escrita, la fa al segle vii l'historiador romà d'Orient Procopi: en la seva Bellum Gothicum descrivia les creences d'una tribu eslava meridional que havia travessat el riu Danubi en direcció sud en només dos dies. Segons Procopi, aquests eslaus adoraven un únic Déu, senyor de tot, que portava el llamp i el tro, i tot i que l'historiador no menciona explícitament el nom del déu, queda clar que aquesta descripció correspon amb el Júpiter romà. Avui dia, però, s'identifica amb Perun. Tot plegat, menciona la creença en diversos dimonis i nimfes (com per exemple les viles), però sense donar-ne cap nom.
La Crònica de Nèstor és una obra important que conté valuoses referències a les creences paganes dels eslaus orientals. La crònica tracta sobre la història del primer estat eslau oriental i, tot i que fou redactada a principis del segle xii, conté referències i còpies de documents més antics, a més de descriure fets anteriors al baptisme de Kíev. Dos déus, Perun i Veles, són els mencionats en el text del tractat que signaren els governants pagans dels eslaus orientals i els emperadors romans d'Orient a començaments del segle x. Més tard, el cronista Nèstor descriu el panteó estatal introduït pel príncep Vladímir el 980, on estaven representants Perun, Dajbo, Stribog, Simargl i Mókoix. Al codi Ipàtiev (de la Crònica de Nèstor), s'hi menciona Svarog, a qui es compara amb el déu grec Hefest. Així mateix, són molt interessants els passatges del relat èpic dels eslaus orientals, El cant de les hosts d'Ígor, en què es fa referència a Veles, Dazhbog i Jors. Aquesta narració fou escrita presumiblement a finals del segle xii, encara que hi ha controvèrsia sobre la seva autenticitat.
Els documents escrits més nombrosos i rics pertanyen al paganisme dels eslaus occidentals, en especial a les tribus polabianes i veletianes, que foren cristianitzades per força a finals del segle xii. Els missioners i sacerdots germans que lluitaren contra les creences paganes deixaren fe dels antics sistemes mitològics. Tanmateix, no eren del tot objectius, ja que s'hi presenten els eslaus com a pagans bàrbars idòlatres i sanguinaris. Com cap d'aquests missioners no aprengué la llengua eslava, llurs cròniques són una barreja d'informació de valor, però també d'errors, confusions i d'exageracions.
Entre les obres més importants, s'hi inclou una crònica escrita per Thietmar de Merseburg a principis del segle xi, que feu una descripció d'un temple a la ciutat de Riedegost dedicat al gran déu Zuarasic (Svarojitx). Segons aquest autor, aquest lloc es considerava com el sancta sanctorum de les terres dels eslaus pagans, i Svarojitx n'era la deïtat més important.
Un altre document de gran valor és la Chronica Slavorum escrita a finals del segle xii per Helmold, un sacerdot germà, que menciona Zerneboh, el déu Porenut, la dea Siwa, alguns déus sense nom les estàtues dels quals tenien molts caps i finalment el gran déu Svantevit, que era adorat a l'illa de Rügen i que era, segons Helmold, el més important dels déus dels eslaus occidentals.
El tercer document i, sens dubte, el més important prové del cronista danès Saxo Grammaticus, que en la seva Gesta Danorum descrigué la guerra duta a terme l'any 1168 pel rei danès Valdemar I contra els vends de Rügen, la conquesta de la seva ciutadella al cap d'Arkona i la destrucció del gran temple de Svantevit que hi havia. Saxo descrigué meticulosament el culte a Svantevit, els seus ritus i l'enorme estàtua de quatre caps erigida en nom seu, i també la resta de déus policèfals de les altres tribus eslaves: Ruguiveit, Porevit i Porentius.

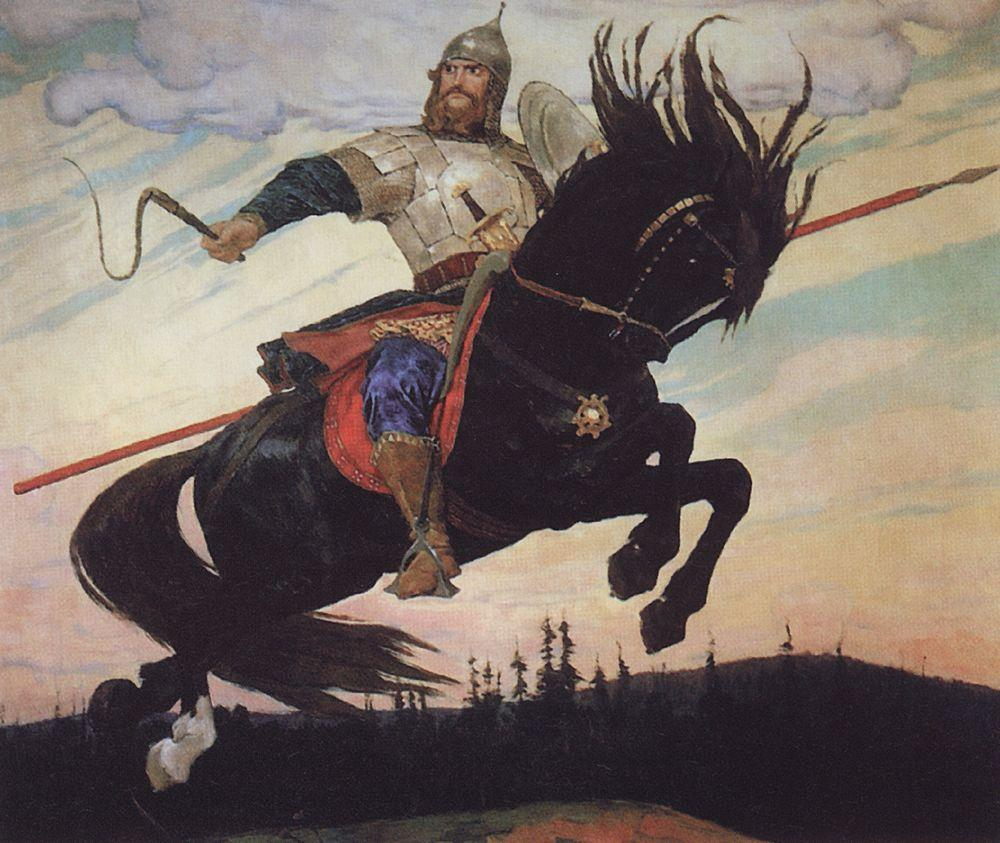
Víktor Vasnetsov: Bogatir

La quarta font en ordre d'importància, la componen les tres biografies del bisbe guerrer germà sant Otó, que a començaments del segle xii feu nombroses expedicions militars i pastorals a les regions bàltiques on habitaven tribus eslaves pomerànies. Segons el manuscrit, el déu eslau més important n'era Trigláv, els temples del qual a la ciutat de Szczecin eren tinguts per oracles de renom. A les ciutats de Wolgast i Havelberg s'adorava el déu Gerovit, en realitat una corrupció de Iarovit, una deïtat eslava possiblement idèntica a Iaril del folklore eslau oriental.

### Restes arqueològiques
S'han descobert recentment nombroses estàtues de déus eslaus. El 1848, a la vora del riu Zburch, s'hi trobà una estàtua alta de pedra amb quatre caps sota un sol barret de pedra. A causa de la gran semblança amb la descripció que en feu Saxo Grammaticus del gran ídol del temple de Rügen, l'estàtua fou immediatament identificada com la representació de Svantevit, tot i que era clar que no podia ser el Svantevit original de Rügen. Moltes altres estàtues policefàliques es descobriren en diversos llocs. Una estàtua petita de quatre caps datada del segle x, en os, fou desenterrada a les ruïnes de Preslav, la capital medieval dels tsars búlgars. A l'edat mitjana es descobrí en una illa del llac Tollensesee, prop de Neubrandenburg, una estàtua de fusta amb dos caps de mida natural. En aquests paratges visqué la tribu eslava dels Dolenain, el nom dels quals encara s'empra en el nom del llac. A més a més, es trobà una estàtua tricèfala a Dalmàcia, Croàcia, en un turó anomenat Suvid, prop del cim de la muntanya Dinara, anomenat Troglav.
De mica en mica, les restes de nombrosos santuaris eslaus han anat sortint a la llum. Unes excavacions arqueològiques al cap d'Arkona de l'illa de Rügen han descobert els vestigis d'un gran temple i d'una ciutat, identificats com les que Saxo Grammaticus descrigué. A Nóvgorod, a l'antic skit de Perin, els arqueòlegs han descobert les restes d'un temple pagà dedicat suposadament a Perun: consisteix en una plataforma circular ampla al voltant d'una estàtua, circumdada per un sot amb divuit àbsides, on es trobaven els altars per als sacrificis. Les restes d'una ciutadella amb una disposició semblant fou descoberta a la vila de Pohansko, a la República Txeca.
Totes aquestes restes arqueològiques tenen en comú molts aspectes. Les estàtues de déus de múltiples caps i les restes dels temples amb múltiples altars per a sacrificis confirmen els informes escrits dels missioners cristians sobre el culte dels eslaus a déus policefàlics, indicant així, doncs, que l'antiga mitologia eslava aparentment posà gran èmfasi en el culte dels déus amb més d'un aspecte.
A més a més, cal assenyalar les restes de diverses peces de terrissa datades del segle iv i procedents de la cultura Txernaijov. L'arqueòleg rus Borís Ribakov identificà i interpretà els símbols inscrits com les restes d'un antic calendari eslau.

### Folklore
Quan foren cristianitzats diversos pobles eslaus entre els segles vii i xii, la nova religió es convertí en la religió de l'elit; per tant, florí a les ciutats i entre la classe noble. Per a la majoria de la població eslava a l'edat mitjana, que habitava les zones rurals, els vells mites continuaren sent forts. Els sacerdots cristians i els monjos destinats als països eslaus, sobretot a Rússia, lluitaren durant segles contra el fenomen anomenat dvoievérie ('doble fe'). D'una banda, els camperols i grangers acceptaren el baptisme, les celebracions de misses i els dies sants de llur nova religió, però, d'una altra banda, continuen aferrant-se als antics ritus i als cultes pagans, àdhuc quan els vells déus i mites en què estaven basats havien estat oblidats per complet.
Això tingué lloc perquè, segons la forma de pensar d'un camperol eslau de l'època, el cristianisme no reemplaçava l'antiga mitologia eslava, sinó que més aviat l'assimilava. El cristianisme podia haver ofert una esperança en la salvació i en una vida després de la mort, però per sobreviure a la vida terrenal, com per exemple tenien importància les collites, els ramats… el vell sistema religiós, amb els seus ritus de fertilitat, les seves deïtats protectores i els seus esperits domèstics, era més que necessari encara. Aquest problema mai no fou resolt per complet per l'Església, com a màxim aconseguí donar un sant cristià o un màrtir que reemplacés una deïtat pagana amb un culte determinat, però el culte per se sobrevisqué, com també sobrevisqué la cosmovisió mitològica per la qual s'explicaven tots els fenòmens naturals.
Mentre que les creences i tradicions populars de tots els pobles eslaus eren la font més important amb la qual reconstruir els antics cultes pagans, constituint de fet la clau per desxifrar els secrets del ja oblidat panteó, eren també una font amb una naturalesa tan inusual que no podien de cap manera prendre's com a dogma. Les cançons populars, els contes i les festivitats havien perdut feia molts segles llur caràcter originari sagrat i mític i llur sentit original, amb la qual cosa foren degradant-se fins a un nivell de mera superstició o a una tradició sense sentit aparent que era repetida i transmesa al llarg de generacions, que en gran part, no sabien què significava ja. El poble feu néixer una idea vaga i general sobre com celebrar determinades festivitats, com relatar alguns contes o com interpretar certes cançons, perquè aquella era la manera en què s'havia fet des de sempre. Els cultes als antics déus es barrejaren amb els dels nous sants cristians; els vells rituals es fusionaren amb els cristians i al llarg dels segles acabaren diluint-se.
Això feu que els estudiosos analitzessin l'estructura del folklore per se, desenvolupant una metodologia amb què pogueren reconstruir la mitologia perduda a partir d'aquesta estructura. Bàsicament, es poden dividir les referències folklòriques en dos grups:
- Contes de fades sobre diversos personatges i criatures fantàstics, com les cançons d'Alkonost, Baba Iagà, Kosxei l'Immortal, Jar Ptitsa i Zmei; contes i llegendes d'herois llegendaris com els bogatirs russos, supersticions sobre diversos dimonis i esperits, com el domovoi, likho, viles, vampirs, vodianoi, rusalkes, etc. Molts d'aquests contes i creences poden ser força antics i, probablement, continguin almenys certs elements de l'antiga estructura mítica, però no són mites de fet; a més a més, tenen moltes versions entre els diferents pobles eslaus.
- Festes populars, festivitats cristianes i creences populars sobre els sants. És clar l'exemple del profeta Elies, molt venerat als països eslaus, com a sincretisme de l'antic déu del tro, Perun. De la mateixa manera, es poden trobar restes dels antics déus en els cultes dirigits a altres sants, com sant Vit, sant Jordi, sant Blai, santa Maria o sant Nicolau. Així mateix, en diverses festes populars, com la de la primavera de Jare o Jurjevo i la festa d'estiu d'Ivanje o Ivan Kupala, totes dues lleugerament associades als dies sants del cristianisme, abunden elements precristians. Aquestes creences tenen un sentit religiós i sacralitzat de consideració per a les persones que encara les creuen.

## Cosmologia
El concepte cosmològic de l'arbre de l'univers o de la vida (мировое дрeво), força típic entre els parlants de llengües indoeuropees, està present també en la mitologia eslava, en forma de roure, pi, bedoll o xiprer, arbres sagrats. El símbol mitològic de l'arbre és molt fort i ha sobreviscut al llarg dels segles en el folklore eslau després de l'arribada del cristianisme. Segons algunes llegendes, l'arbre creix al centre de l'univers, sobre la roca màgica Alàtir, situada a l'illa de Buian, que sura en la mar i que té als seus peus tota mena d'animals ctònics. Hi ha tres nivells de l'univers localitzats a l'arbre: la copa representa el cel, el regne dels déus i cossos celestes, mentre que el tronc simbolitza el regne dels mortals. Aquests dos nivells sovint es combinaven en oposició a les arrels, que representaven l'inframón, el regne dels morts. En contraposició a les creences populars, sembla que el món dels morts per als eslaus, en realitat, era un lloc formós, ple de planes verdes i d'herba, on imperava l'eterna primavera. De vegades se'l coneixia com a Virei o Iri.
El model d'aquests tres regnes a l'eix del món inscrit a l'arbre té la seva correspondència amb una organització horitzontal del món: el dels déus i els mortals està situat al centre de la Terra (si es té en compte que és plana), envoltada per un mar pel qual s'arribaria a la terra dels morts, on els ocells migrarien cada hivern per tornar a la primavera. En moltes referències folklòriques, els conceptes d'«anar-se'n travessant el mar» i el seu contrari, «tornar travessant el mar», simbolitzen morir i tornar a la vida respectivament, la qual cosa recorda l'antic concepte mitològic d'arribar a la vida després de la mort travessant una superfície d'aigua. A més a més, el món també està separat a l'eix horitzontal pels quatre punts cardinals, que representen les quatre direccions del vent (nord, sud, est i oest). Aquestes dues divisions en tres regnes per a l'eix vertical i quatre punts per al cardinal tingueren molta importància en la mitologia, com es pot veure en les estàtues que representen els déus, particularment les de Trigláv de tres caps i de Svantevit, de quatre.
El Sol s'entenia com una deïtat femenina i la Lluna, masculina. Aquesta dicotomia és a primera vista contrària al concepte més estès de les mitologies indoeuropees, en les quals el Sol estava normalment associat a deïtats masculines i la Lluna a les femenines, tot i que és idèntic a la visió de la mitologia germana i la mitologia bàltica, estretament relacionades amb l'eslava.

## Calendari i festivals
Els mites eslaus eren cíclics i es repetien cada any una sèrie de festivitats que seguien els canvis de la natura i les quatre estacions. Per entendre la seva mitologia, és important entendre el seu concepte de calendari. Basant-se en el folklore i restes arqueològiques, és possible reconstruir alguns elements del calendari precristià, particularment les més importants.
- L'any era lunar, aparentment, i començava el primer dia de març, en forma similar a altres indoeuropeus, els sistemes de calendari són més coneguts per a nosaltres. Per a l'última nit de l'any vell i el primer dia de l'any nou es coneixen noms com Velia Notx/Velik Dan ('gran nit/gran dia'). Després de la cristianització, aquests noms van ser reemplaçats probablement per la Pasqua. En algunes esglésies eslaves pertanyents a les diferents esglésies ortodoxes, la Pasqua és coneguda com a Velik Dan/gran dia, mentre que entre els eslaus catòlics és coneguda com a Velika Notx/gran nit. Tots aquests noms són segurament traduccions del grec Megale Hemera, 'gran setmana', el terme cristià per a la setmana en què cau Pasqua (Setmana Santa). En temps pagans, de tota manera, probablement era una festa similar al Halloween. Certes persones (xamans) s'adornaven amb màscares grotesques i vestidures confeccionats de pells o llanes d'ovella, rondant per les viles, ja que durant la gran nit es creia que els esperits dels ancestres viatjaven al llarg de la Terra, entrant en els pobles i les cases per celebrar l'any nou amb els seus familiars vius. Per tant, la deïtat de l'últim dia de l'any era probablement Veles, déu de l'inframon.

- Hi havia una gran festa de la primavera dedicada a Iarilo, déu de la vegetació i la fertilitat. Processons de joves solien anar pels llogarets amb rams de flors com a símbol de nova vida. Anaven casa per casa recitant cançons i beneint cada llar amb ritus de fertilitat tradicionals. El líder de la processó, generalment a cavall, seria identificat amb Yarilo. El costum de fer pisanki o ous decorats, símbols també de nova vida, era una altra tradició associada amb aquesta celebració, que més tard va passar a la pasqua cristiana.

- El festival de solstici d'estiu és conegut avui com a Ivanie, Kupala o Kries. Se celebrava en forma similar a un gran casament i, d'acord amb indicacions de certes fonts històriques, era seguit -en èpoques paganes- per una orgia general. Hi havia grans quantitats de menjar i beguda la nit anterior, s'encenien grans fogueres (en eslau: Kres), i els joves copulaven i dansaven en cercles o saltaven el foc. Les joves feien garlandes amb flors i falgueres (que aparentment era sagrat en aquesta celebració), les batien en els rius i depenent de com i on suressin, es podria saber si el triat es casaria o no. El bany ritual aquesta nit era també molt important: d'aquí el nom de Kupala (del verb kupat'sia, 'banyar'), que segurament casava molt bé amb el sant patró que l'Església va posar per aquest dia, Joan Baptista. En general, la festa commemorava amb seguretat les noces divines del déu de la fertilitat, associat amb el creixement de les plantes per a la recol·lecció.

- Enmig de l'estiu hi havia un festival relacionat amb el déu del tro Perun, transformat en temps cristians en l'important festival del profeta Elies. Era considerada l'època més sagrada de l'any, i se'n registren algunes indicacions de fonts històriques relacionades amb sacrificis humans. Probablement després començava la collita.

- No queda clar quan se celebrava exactament la fi de la collita, però els documents històrics esmenten interessants tradicions associades a les celebracions al temple de Svantevit, a l'illa de Ruiana (avui dia Rügen), que va sobreviure en el folklore posterior. La gent es reunia davant del temple, on els sacerdots emplaçarien un gran pastís de blat de la mida d'una persona. El gran sacerdot es col·locava rere el pastís i preguntava a la gent si el veien. Independentment de la resposta, el sacerdot pregaria que el següent any la gent no el veiés rere el pastís ritual, augurant que la collita del següent any seria més profitosa.

- Segurament, també hi va haver un important festival al voltant del solstici d'hivern, que més tard va ser associat amb el Nadal. Al seu torn, en molts països eslaus, aquesta festivitat és anomenada Bojitx, que significa 'petit déu'. Encara que aquest nom encaixa fàcilment amb la idea cristiana de Nadal, té segurament un origen pagà: indica el naixement d'un jove i nou déu del Sol de la vella i afeblida deïtat solar, durant la nit més llarga de l'any. El vell sol era identificat com Svarog i el seu fill, el jove i nou sol, com Dajbog. El nom alternatiu (i potser l'originari) d'aquest festival era Korotxun.